# Robert Lefkowitz
Robert Joseph Lefkowitz (nascut el 15 d'abril de 1943) és un científic dels Estats Units ben conegut pels seus treballs en el receptor acoblat a proteïnes G pels quals junt amb Brian Kobilka, va rebre el Premi Nobel de Química de 2012

## Biografia
Lefkowitz va néixer a la ciutat de Nova York dins una família jueva d'origen polonès.
L'any 1959 es va graduar al Bronx High School of Science, Va rebre el Bachelor of Arts Degree el 1962 al Columbia College.
Va obtenir el doctorat de medicina a la Universitat de Colúmbia el 1966. De 1970 a 1973 exercí la medicina al Massachusetts General Hospital de Boston.
Lefkowitz estudià la biologia dels receptors i la transducció de senyal i va detallar la seqüència, estructura i funció de la β-adrenergic i receptors relacionats i va descobrir i caracteritzar les dues famílies de proteïnes que els regulen, les quinases de receptors acoblats a proteïnes G (G protein-coupled receptor, GPCR) i β-arrestins.